# Hydroxyestrone diacetate
Hydroxyestrone diacetate (tên thương hiệu Colpoginon, Colpormon, Hormobion, Hormocervix) (tên mã phát triển trước đây RD-310), hoặc 16α-hydroxyestrone diacetate, còn được gọi là 3,16α-dihydroxy-3 -one 3,16α-diacetate, là một estrogen tổng hợp, steroid được bán trên thị trường ở Pháp, Tây Ban Nha, Brazil và Argentina. Nó là một dẫn xuất của 16α-hydroxyestrone với một este axetat được gắn ở vị trí C3 và C16α.